# Neptis omeroda
Neptis omeroda är en fjärilsart som beskrevs av Moore 1874. Neptis omeroda ingår i släktet Neptis och familjen praktfjärilar. Inga underarter finns listade i Catalogue of Life.